# Marley & Eu (filme)
Marley & Me (bra: Marley & Eu ou Marley e Eu; prt: Marley & Eu) é um filme estadunidense de comédia dramática dirigido por David Frankel e adaptado pela Twentieth Century Fox. Baseado em fatos reais, conta com roteiro de Scott Frank e Don Roos e é baseado no livro de memórias homônimo escrito por John Grogan. Lançado nos Estados Unidos e Canadá no dia 25 de dezembro de 2008, Marley & Me estabeleceu um recorde de Natal nas bilheterias, arrecadando 14,75 milhões de dólares.

## Produção
Por abranger catorze anos da vida de Marley, vinte e dois labradores diferentes interpretaram o papel de Marley.
O filme teve gravações feitas em Fort Lauderdale, Miami e Hollywood, incluindo o Dolphin Stadium, na Florida, e de Filadélfia e West Chester na Pensilvânia.
O score do filme foi composto por Theodore Shapiro, que anteriormente havia trabalhado com o diretor David Frankel em The Devil Wears Prada. Ele é gravado com Hollywood Studio Symphony no Newman Scoring Estágio na 20th Century Fox.

## Elenco
- Owen Wilson como John Grogan
- Jennifer Aniston como Jennifer "Jenny" Grogan
- Eric Dane como Sebastian Tunney
- Alan Arkin como Arnie Klein
- Haley Hudson como Debbie
- Haley Bennett como Lisa
- Kathleen Turner como Sra. Kornblut
- Nathan Gamble como Patrick "Pat" Grogan (10 anos)
- Lucy Merriam - Colleen Grogan (5 anos)
  - Bryce Robinson como Patrick "Pat" Grogan (7 anos)
  - Dylan Henry como Patrick "Pat" Grogan (3 anos)
- Finley Jacobsen como Connor Richard Grogan (8 anos)
  - Camilla Barbosa como Amy
  - Ben Hyland como Connor Richard Grogan (5 anos)

## Recepção

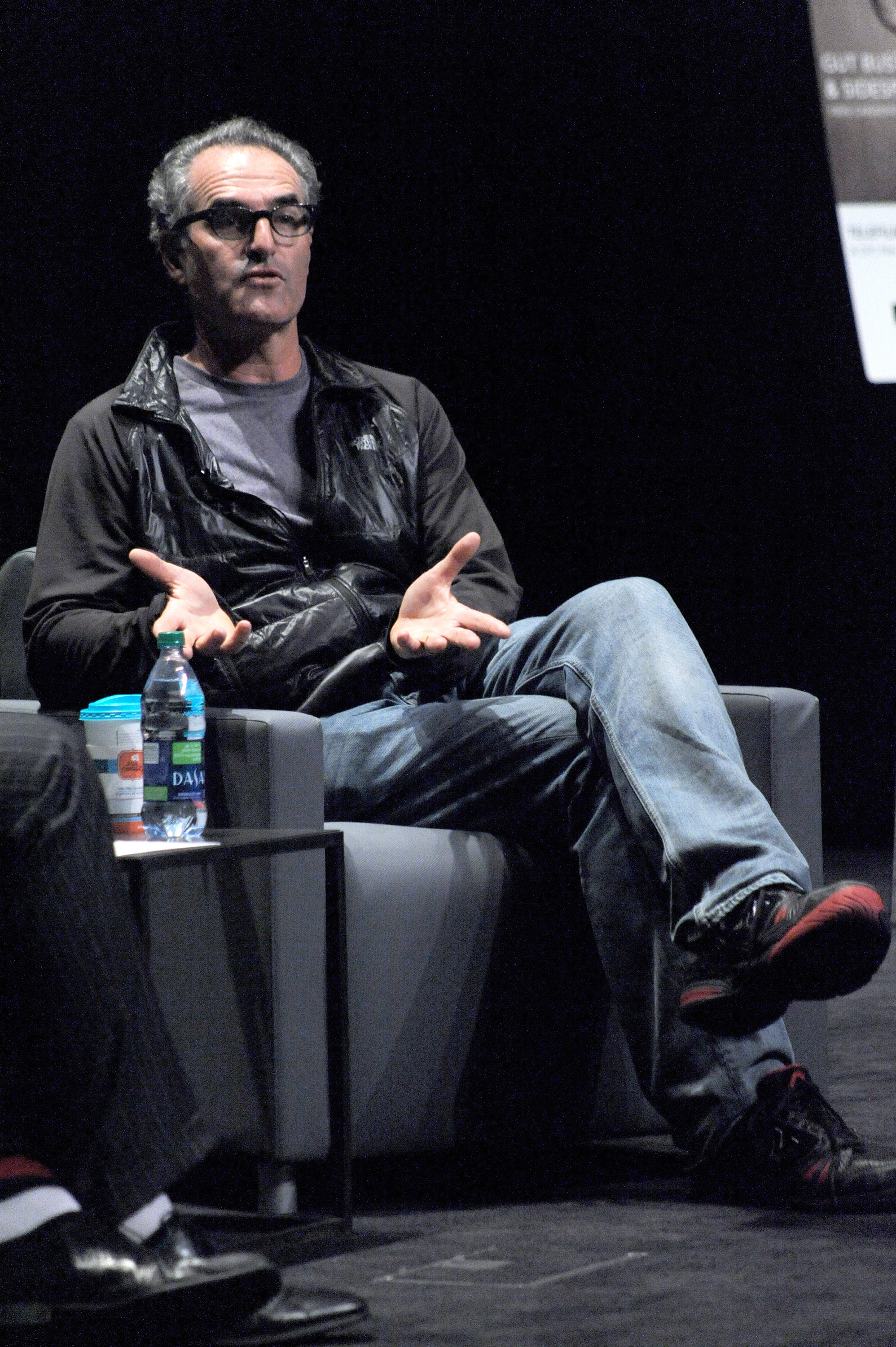
David Frankel no CFC Masterclass, em 2011

No site agregador de críticas Rotten Tomatoes, 64% das 137 resenhas dos críticos são positivas. O consenso diz: "Donos de animais devem amá-lo, mas (...) é apenas um sucesso esporádico em seu drama torcido e ri de seu cenário".

## Bilheterias
O filme teve início em 3.480 cinemas do Estados Unidos e do Canadá. Foram estimados US$14,75 milhões em seu primeiro dia de exibição, batendo o recorde de Melhor Natal nas Bilheterias, superando o recorde anterior de US$10,2 milhões obtidos por Ali em 2001. Ganhou um total de US$51,7 milhões em quatro dias e ficou em 1° lugar nas bilheterias, posição que manteve na segunda semana de lançamento, superando o sucesso "Crepúsculo". O total de arrecadamento mundial bruto foi de US$ 255.743.093.

## Prêmios e nomeações
| Ano  | Prêmio               | Categoria                       | Candidato           | Resultado |
| ---- | -------------------- | ------------------------------- | ------------------- | --------- |
| 2009 | BMI Film & TV Awards | BMI Film Music Award            | Theodore Shapiro    | Ganhou    |
| 2009 | Kids' Choice Awards  | Blimp Award                     | Jennifer Aniston    | Indicada  |
| 2009 | Teen Choice Award    | Choice Movie: Comédia romântica |                     | Ganhou    |
| 2009 | Teen Choice Award    | Mélhor atriz de filmes: Comedia | Jennifer Aniston    | Indicada  |
| 2009 | Teen Choice Award    | Choice Movie Liplock            | Owen Wilson & Clyde | Indicada  |